# Abbondio Longhi
Abbondio Longhi (Trezzo sull'Adda, ... – Urgnano, settembre 1508) è stato un nobile italiano sarà importante segretario personale del condottiero Bartolomeo Colleoni.

## Biografia

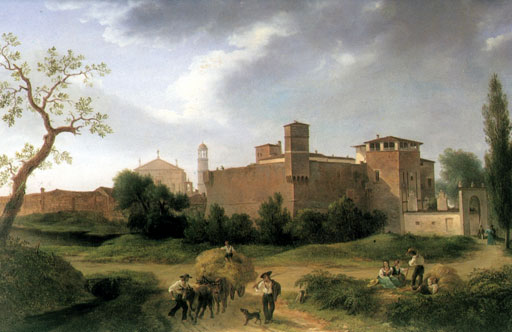
Costantino Rosa, Rocca di Urgnano

Abbondio Longhi, fu, per le sue capacità, il più importante personaggio vissuto accanto al condottiero Bartolomeo Colleoni, fece le veci di suo segretario personale, seguendolo in ogni sua impresa, suo curatore testamentario e ottenne in vendita il castello Visconteo di Urgnano, poco prima della morte del soldato di ventura. Il suo stemma presente si compone di “un grifone con delle parallele trasversali bianche e rosse”.

Abbondio Longhi de Curtis o "da Como", come indica lo storico Bortolo Belotti, anche se, sempre secondo lo storico, da una lettera del 12 marzo 1458, si può dedurre che era nativo di Trezzo dove possedeva un'abitazione.
(lettera del 12 marzo 1458 di Francesco Isolano ai Malatesta)

Si sposò nel 1465 con Maddalena Cucchi dell'importante famiglia dei Martinengo. Il fratello Tommaso cancelliere del conte Pietro Torelli, lo seguì in alcuni incarichi, ottenendo egli stesso incarichi di fiducia e diventando podestà di Martinengo, questi risulta che morì nel 1477 venendo sepolto nel santuario mariano della Basella. Dal 1454 si mise a servizio del condottiero Colleoni diventando la sua persona di fiducia. La prima citazione della sua presenza è indicata in una lettera del condottiero stesso del 15 febbraio 1454, scritta nel castello di Urgnano per Francesco Sforza e conservata nell'archivio di Stato di Milano. Nel documento cita Longhi come suo "canzellero". Presente poi al capezzale del condottiero ammalato nell'agosto del 1474 come testimonia la lettera del Francesco Visconti a lui indirizzata: 
(lettera di Francesco Visconti a Abbondio Longhi quando il condottiero era ammalato)
Abbondio Longhi, dopo la morte del Colleoni, si trasferì nella rocca di Urgnano facendone eseguire alcuni lavori di ammodernamento. Molti sono gli stemmi che fece dipingere, non solo il blasone della sua famiglia unito con quello della moglie composto da “un tronco con due uccelletti”, ma anche del condottiero che era stato molto benigno con lui. Era infatti un suo dono il cascinale presente tra il comune di Mornico e Palosco. Abbondio presenziò in qualità di testimone molti atti notarili degli abitanti di Urgnano e delle località prossime. Venne anche invitato a fare da giudice in alcune dispute tra i paesani. Il 24 marzo 1503, fu invitato a far ritorno a Bergamo ad affrontare la situazione che si era creata circa le volontà testamentarie del condottiero. Ma l'invito fu rifiutato dal Longhi a causa del suo precario stato di salute. Alla sua morte, avvenuta nel settembre del 1508, la salma fu sepolta nella chiesa di Santo Stefano a Bergamo dove già era sepolta la moglie, chiesa che vedrà le sepolture anche di figli del Colleoni. La sua eredità passerà al figlio Marc'Antonio, e successivamente alle due figlie: Teodora e Laura.